# بارنارد
بارنارد (به انگلیسی: Barnard) یک شهر در ایالات متحده آمریکا است که در شهرستان نوداوای، میزوری واقع شده‌است. بارنارد ۰٫۳۹ کیلومتر مربع مساحت و ۲۲۱ نفر جمعیت دارد و ۲۹۴ متر بالاتر از سطح دریا واقع شده‌است.